# ناثان هيوز
ناثان هيوز (بالإنجليزية: Nathan Hughes)‏ هو لاعب اتحاد الرغبي نيوزلندي، ولد في 10 يونيو 1991 في لاوتوكا في فيجي.

## وصلات خارجية
- ناثان هيوز على موقع دوري الرغبي الممتاز (الإنجليزية)
- ناثان هيوز عل موقع إسبنسكروم (الإنجليزية)
- ناثان هيوز على موقع ItsRugby.co.uk (الإنجليزية)